# جوليا بارفيلد
جوليا بارفيلد (بالإنجليزية: Julia Barfield)‏ هي مهندسة معمارية بريطانية، ولدت في 15 نوفمبر 1952.